# Cordofão do Norte
Cordofão do Norte (Shamal Kurdufan em árabe) é um estado do Sudão. Tem uma área de 221.900 km² e uma população de aproximadamente 2.424.000 habitantes (estimativa de 2007). A cidade de Al-Ubayyid é a capital do estado. Juntamente com o Cordofão do Sul compõe a região do Cordofão. 

## Distritos
O estado do Cordofão do Norte tem sete distritos:
- Sowdari
- Jebrat al Sheikh
- Sheikan
- Bara
- Um Rawaba
- En Nuhud (*)
- Ghebeish (*)

(*) Até 16 de agosto de 2005, o Cordofão no Norte possuía apenas 5 distritos e 185.302 km² de área, com a extinção do estado do Cordofão Ocidental, dois novos distritos foram incorporados ao estado: En Nuhud e Ghebeish.